# Pentadecano

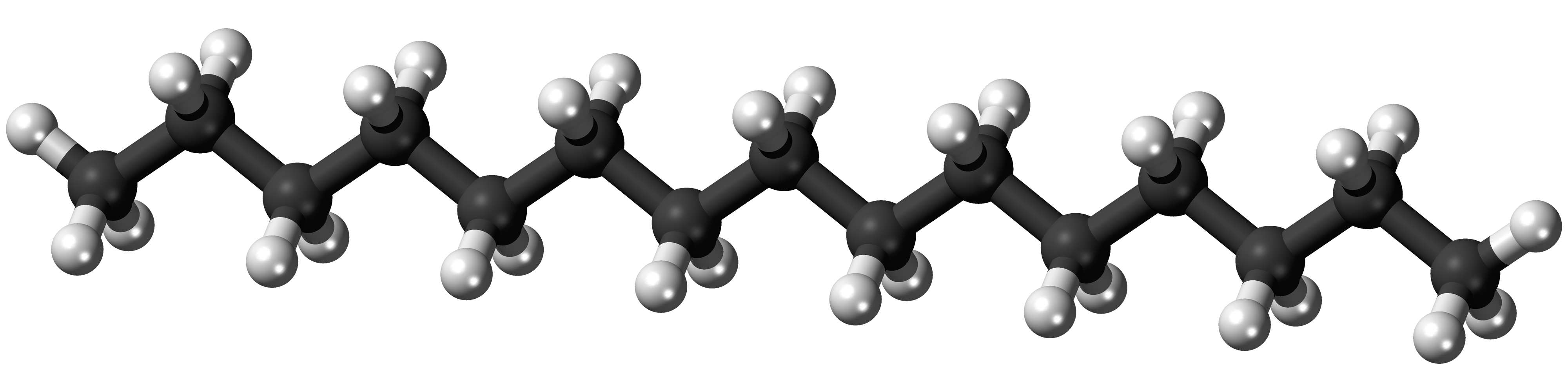
Pentadecano

El pentadecano es un líquido incoloro que pertenece al grupo de los alcanos. Es poco reactivo frente a agentes polares pero puede ser atacado por reactivos radicalarios.
De forma natural se encuentra en algunos petróleos y de allí pasa a formar parte de diversos combustibles pesados como el diésel o el gasoil. También se le ha encontrado en los perfiles de ceras de muchas plantas,  así como el aceite de Rumex japonicus y Vallisneria denseserrulate,  las cianobacterias Oscillatoria splendida, Oscillatoria amoena, Oscillatoria geminata y Aphanizomenon sp.; también en el extracto del hongo Trametes lilacino-gilva, Agaricus bisporus y en las secreciones defensivas de los escarabajos bombarderos y la hormiga Rhytidoponera metallica
También se encuentra en algunos disolventes. Se mezcla bien con disolventes orgánicos apolares como el diclorometano pero es casi insoluble en agua.